# MOCO
MOCO var et fællespseudonym for de danske tegneserietegnere Jørgen Mogensen og Cosper.
Tegneseriestriben Alfredo blev udgivet under dette pseudonym.